# 資福寺

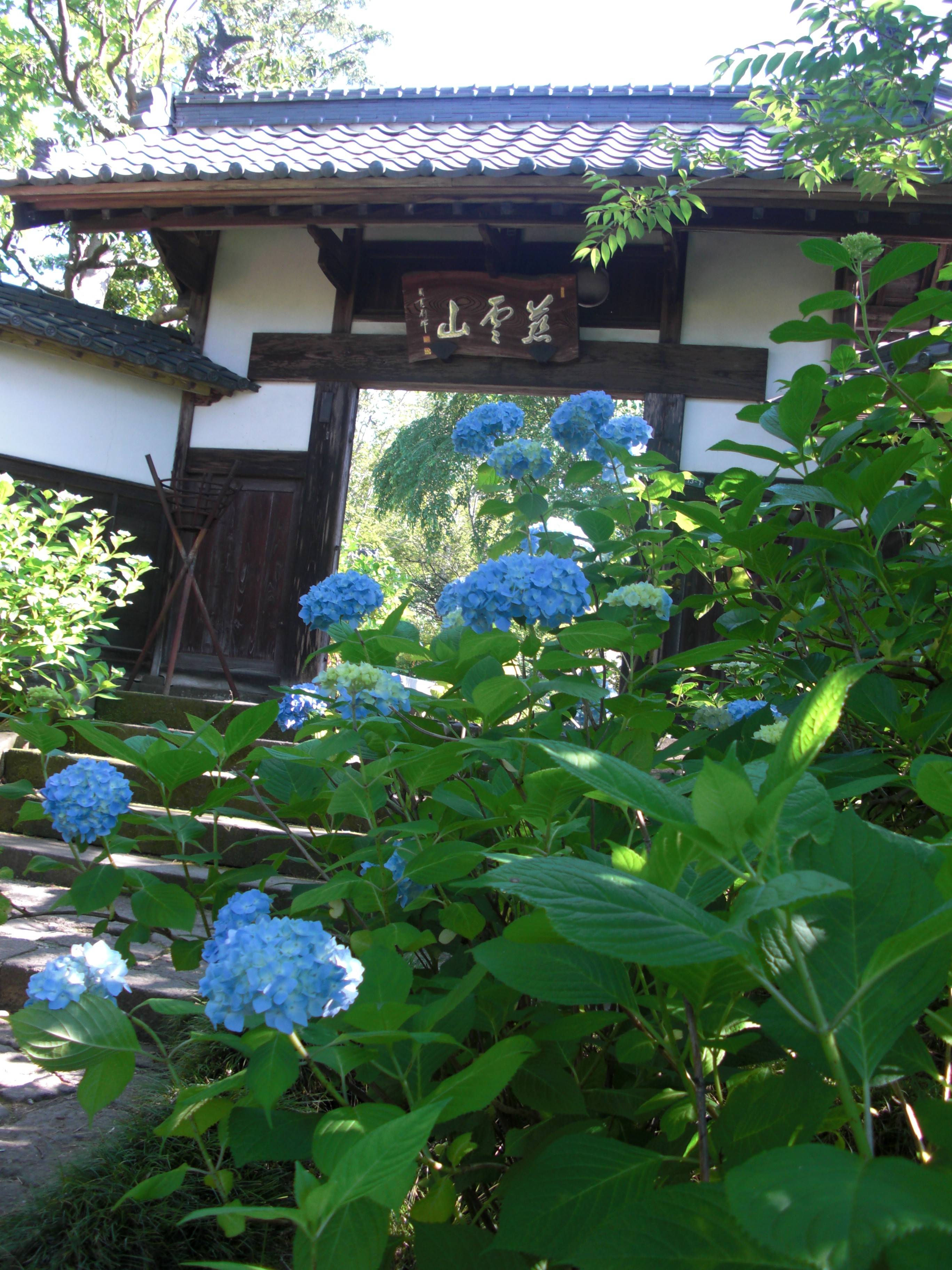
紫陽花と山門（2019年6月撮影）

資福寺（しふくじ）とは、宮城県仙台市青葉区にある臨済宗妙心寺派の寺院である。仙台の北山に並ぶ禅寺北山五山の内の一山である。

## 概要
鎌倉時代の弘安年間、長井時秀によって米沢近郊の夏刈（山形県高畠町夏茂）に建立される。学問の中心として、関東十刹の一つに挙げられることもある有力寺院であった。南北朝時代、長井氏が伊達氏に滅ぼされた後も、伊達氏の保護を受ける。
戦国時代には、伊達輝宗が虎哉宗乙を招いて住持とし、子の政宗の教育を任せたことで知られる。後には伊達氏の移封に従い、天正19年（1591年）に岩出山、慶長5年（1600年）に仙台谷地小路（仙台市東六番丁）、寛永15年（1638年）現在地に移転した。紫陽花の名所で、いわゆる「アジサイ寺」として著名。

## 資福寺跡（史跡）
山形県の資福寺跡は、本堂は遺構のみだが、9代政宗の墓、輝宗と遠藤基信の墓がそのまま残り、史跡となっている。敷地は現在も仙台伊達家の所有地である。